# Rasmus Marvits
Rasmus Marvits est un footballeur danois né le 14 juillet 1978 à Hvidovre.

## Palmarès
Vierge